# Colțu Pietrii, Buzău
Colțu Pietrii (în trecut, Înșelata) este un sat în comuna Siriu din județul Buzău, Muntenia, România. Se află în partea de nord-vest a județului, pe valea Buzăului, aproape de limita cu județul Covasna.